# Paolo Antonio Pirazzoli
Paolo Antonio Pirazzoli (Venezia, 21 maggio 1939 – Parigi, 2 settembre 2017) è stato un geomorfologo italiano naturalizzato francese.

## Biografia
Pirazzoli è nato a Venezia, e ha acquisito la cittadinanza francese nel 1978. Ha studiato ingegneria civile a Palermo, per poi andare a lavorare in Francia.
Licenziato dalla compagnia per la quale lavorava, ha cominciato la sua carriera in geografia, acquisendo il dottorato di ricerca nel 1976, col titolo “Les variations du niveau marin depuis 2000 ans” [Cambiamenti nel livello del mare in 2000 anni]. La sua ricerca principale si concentrò nei cambiamenti del livello del mare nel quaternario, e delle coste (olocene, pleistocene) di tutto il mondo.
Come direttore della ricerca nel CNRS, a Parigi, ha condotto diversi progetti internazionali, ed è stato editore scientifico per diversi giornali, incluso Global and Planetary Change (Elsevier). L'associazione internazionale di geomorfologia lo ha premiato come membro onorario nel 2013, per i suoi servizi alla disciplina.

## Pubblicazioni[2]
- 1976 - "Variazioni del livello del mare nel Mediterraneo nord-occidentale in epoca romana", Science, 194(4264), 519-521.
- 1982 - (Pirazzoli, P. A., Thommeret, J., Thommeret, Y., Laborel, J., & Montaggioni, L. F.) "Movimenti di blocchi crostali dalle coste dell'Olocene: Creta e Antikythira (Greece)", Tectonophys cs, 86(1-3), 27-43.
- 1986 - (Pirazzoli, P. A., & Montaggioni, L. F.) "Late Holocene sea-level changes in the northwest Tuamotu Islands, French Polynesia", Quaternary Research, 25(3), 350-368.
- 1987 - "Recent sea-level changes and related engineering problems in the lagoon of Venice (Italy)", Progress in Oceanography, 18(1-4), 323-346.
- 1989 - "Present and near-future global sea-level changes", Palaeogeography, Palaeoclimatology, Palaeoecology, 75(4), 241-258.
- 1991 - World Atlas of Holocene Sea-Level Changes. Elsevier Oceanography Series, Vol. 58, 300 p., Amsterdam.
- 1996 - (Pirazzoli, P. A., Laborel, J., & Stiros, S. C.) "Earthquake clustering in the Eastern Mediterranean during historical times", Journal of Geophysical Research: Solid Earth, 101(B3), 6083-6097.
- 1997 - "Sea-level changes: the last 20 000 years", Oceanographic Literature Review, 8(44), 785.
- 2003 - (Pirazzoli, P. A., & Tomasin, A.) "Recent near‐surface wind changes in the central Mediterranean and Adriatic areas", International Journal of Climatology, 23(8), 963-973.
- 2005 - "A review of possible eustatic, isostatic and tectonic contributions in eight late-Holocene relative sea-level histories from the Mediterranean area", Quaternary Science Reviews, 24(18), 1989-2001.
- 2013 - (Pirazzoli, P. A., & Evelpidou, N.) "Tidal notches: a sea-level indicator of uncertain archival trustworthiness", Palaeogeography, Palaeoclimatology, Palaeoecology, 369, 377-384.
- 2017 - (Evelpidou, N., & Pirazzoli, P. A.) "Did the Early Byzantine tectonic paroxysm (EBTP) also affect the Adriatic area?", Geomorphology.